# Олеськове урочище
Олеськове урочище — заповідне урочище місцевого значення. Об'єкт розташований на території Звенигородського району Черкаської області, село Петрушки.
Площа — 3,8 га, статус отриманий у 2000 році.
Охороняється водно-болотне угіддя з озером та джерелом.